# Dictionnaire des philosophes français du XVIIe siècle
Le Dictionnaire des philosophes français du XVIIe siècle (sous-titré : Acteurs et réseaux du savoir) est un dictionnaire des acteurs du savoir philosophique en France entre 1601 et 1700, réalisé sous la direction de Luc Foisneau, avec la collaboration d’Elisabeth Dutartre-Michaut et de Christian Bachelier. Ce dictionnaire est une version augmentée et actualisée du Dictionary of Seventeenth-Century French Philosophers,,.

## Spécificité de l’ouvrage
Le Dictionnaire des philosophes français du XVIIe siècle présente, dans l’ordre alphabétique, les vies et les œuvres de 690 auteurs qui ont écrit au moins un texte, publié ou inédit, en France entre 1601 et 1700. L’acception large du mot « philosophe » au XVIIe siècle fait de ce dictionnaire une véritable encyclopédie du savoir baroque et classique, englobant la logique, la métaphysique, mais aussi la littérature (incluant la poésie d’idée), le droit, l’histoire, la philosophie des arts, la physique et les sciences secrètes (alchimie, astrologie, cabbale). La méthode mise en œuvre permet de montrer que les œuvres et les vies les plus minimes en apparence peuvent révéler des relations insoupçonnées entre courants de pensée, approches scientifiques et obédiences religieuses et politiques. 
La version anglaise, parue à Londres et New York en décembre 2008, s’inscrivait dans un projet intellectuel de grande ampleur visant à appliquer à l’Europe entière et aux États-Unis, du XVIIe au XXe siècle, une nouvelle approche de la pensée philosophique, à travers l’étude des auteurs réputés mineurs (minores). C’est cette même approche que l’on retrouve dans la version française, mais avec un élargissement important du périmètre d’étude, puisque cette version comporte 108 entrées supplémentaires, ainsi que, après l’Avant-propos (Luc Foisneau), 8 introductions thématiques qui proposent autant de parcours possibles dans l’ouvrage : « Les cartésiens français » (Emmanuel Faye) ; « Philosophies et théologies scolastiques » (Jacob Schmutz) ; « “Libertins” et esprits forts » (Isabelle Moreau) ; « La pensée clandestine » (Gianni Paganini) ; « Les sciences » (Philippe Hamou) ; « Théorie des arts » (Carole Talon-Hugon) ; « Controverses religieuses et naissance de la République des lettres » (Antony McKenna) ; « Lieux, sociabilités et pratiques philosophiques » (Stéphane Van Damme). En outre, alors que la version anglaise ne disposait que d’un index des noms propres (personnes et lieux), la version française propose un index historique et raisonné de plus de 300 pages, qui contient des notules donnant des informations sur toutes les personnes nommées dans le texte des notices principales. Les bibliographies, qui accompagnent chacune des notices, ne prétendent pas à l’exhaustivité : elles sont un choix raisonné visant à orienter le lecteur vers les ouvrages susceptibles de l’aider dans sa recherche.
Le sous-titre de la version française du Dictionnaire, « acteurs et réseaux du savoir », indique que l’ouvrage est destiné à tous les spécialistes du XVIIe siècle. 

## Quelques collaborateurs duDictionnaire
Le Dictionnaire a été rédigé par 167 rédacteurs de 9 nationalités (français, allemands, américains, britanniques, canadiens, hollandais, italiens, suisses et tchèque). Ont notamment collaboré au Dictionnaire : Séverine Auffret, Laurent Avezou, Ann Blair, Olivier Bloch, Laurent Bove, Jean-Charles Darmon, Philippe Desan, Emmanuel Faye, Jean-Pierre Faye, Luc Foisneau, Catherine Goldstein, Thierry Gontier, Philippe Hamou, Thierry Hoquet, Jacques Le Brun, Franck Lessay, Jacqueline Lichtenstein, Antony McKenna, Noel Malcolm, Jean-Marc Mandosio, Rémi Mathis, Isabelle Moreau, Steven Nadler, Gianni Paganini, Martine Pécharman, Lawrence Principe, Andrew Pyle, Tad Schmalz, Jacob Schmutz, Jean-Fabien Spitz, Carole Talon-Hugon, Michel Terestchenko, Stéphane Van Damme, Philippe Vendrix, Éliane Viennot, Jean-Claude Vuillemin.